# UCI Africa Tour 2014
De UCI Africa Tour 2014 was de tiende uitgave van de UCI Africa Tour, een van de vijf Continentale circuits op de wielerkalender 2014 van de UCI. Deze competitie liep van 16 oktober 2013 tot en met 14 september 2014.
Dit is een overzichtspagina met klassementen, ploegen en de winnaars van de belangrijkste UCI Africa Tour wedstrijden in 2014.

## Uitslagen belangrijkste wedstrijden
Zijn opgenomen in deze lijst: alle wedstrijden van de UCI Africa Tour-kalender van de categorieën 1.HC, 1.1, 1.2, 2.HC, 2.1 en 2.2.

### Januari
| Datum | Wedstrijd                 | Categorie | Winnaar         | Etappewinnaars |
| ----- | ------------------------- | --------- | --------------- | --- |
| 13-19 | La Tropicale Amissa Bongo | 2.1       | Natnael Berhane | \| 1 \| Luis León Sánchez \| \| 2 \| Jérôme Baugnies \| \| 3 \| Roy Jans \| \| 4 \| Ferekalsi Debesay \| \| 5 \| Bonaventure Uwizeyimana \| \| 6 \| Fréderique Robert \| \| 7 \| Fréderique Robert \| |
|       |                           |           |                 | |
| 1     | Luis León Sánchez         |           |                 | |
| 2     | Jérôme Baugnies           |           |                 | |
| 3     | Roy Jans                  |           |                 | |
| 4     | Ferekalsi Debesay         |           |                 | |
| 5     | Bonaventure Uwizeyimana   |           |                 | |
| 6     | Fréderique Robert         |           |                 | |
| 7     | Fréderique Robert         |           |                 | |

### Februari
| Datum | Wedstrijd         | Categorie | Winnaar           | Etappewinnaars |
| ----- | ----------------- | --------- | ----------------- | -------------- |
| 27    | GP Sakia El Hamra | 1.2       | Essaïd Abelouache |                |

### Maart
| 1 | Adil Barbari      |
| 2 |                   |
| 3 | Essaïd Abelouache |
| 4 | Mekseb Debesay    |
| 5 | Hichem Chaabane   |

| 1 | Patrick Kos       |
| 2 | Patrick Kos       |
| 3 | Hervé Raoul Mba   |
| 4 | Clovis Kamzong    |
| 5 | Daniel Bichlmann  |
| 6 | Benjamin Stauder  |
| 7 | Noël Richet       |
| 8 | Ghislain Sikandji |

| 1 | Azzedine Lagab         |
| 2 | Thomas Rabou           |
| 3 | Amanuel Gebreigzabhier |

| 1 | Ronald Yeung   |
| 2 | Sergey Belykh  |
| 3 | Mekseb Debesay |

| 1 | Azzedine Lagab          |
| 2 | Thomas Lebas            |
| 3 | Damien Monier           |
| 4 | Amanuel Ghebreigzabhier |

### April
| 1  | Manuel Antonio Leal Cardoso |
| 2  | Daniel Mestre               |
| 3  | Loïc Desriac                |
| 4  | Julien Loubet               |
| 5  | Anass Aït el Abdia          |
| 6  | Abdelbasset Hannachi        |
| 7  | Manuel Antonio Leal Cardoso |
| 8  | Manuel Antonio Leal Cardoso |
| 9  | Manuel Antonio Leal Cardoso |
| 10 | Julien Loubet               |

| Proloog | Rapha Condor JLT           |
| 1       | Jacques Janse van Rensburg |
| 2       | Louis Meintjes             |
| 3       | Herman Fouché              |
| 4       |                            |

### Mei
| Datum | Wedstrijd                   | Categorie | Winnaar            | Etappewinnaars |
| ----- | --------------------------- | --------- | ------------------ | -------------- |
| 9     | Trophée Princier            | 1.2       | Abdelatif Saadoune |                |
| 10    | Trophée de l'Anniversaire   | 1.2       | Mouhssine Lahsaini |                |
| 12    | Trophée de la Maison Royale | 1.2       | Tarik Chaoufi      |                |

### November
| 1 | Yannick Lontsi       |
| 2 | Salah Eddine Mraouni |
| 3 | Clovis Kamzong       |
| 4 | Mekseb Debesay       |

| Proloog | Janvier Hadi         |
| 1       | Mekseb Debesay       |
| 2       | Valens Ndayisenga    |
| 3       | Araya Dawit Haile    |
| 4       | Salah Eddine Mraouni |
| 5       | Joseph Biziyaremye   |
| 6       | Mekseb Debesay       |
| 7       | Salah Eddine Mraouni |

## Eindstanden
| Rang | Renner               | Punten |
| ---- | -------------------- | ------ |
| 1    | Mekseb Debesay       | 241    |
| 2    | Mohssine Lahssaini   | 219    |
| 3    | Azzedine Lagab       | 192    |
| 4    | Essaïd Abelouache    | 174    |
| 5    | Salah Eddine Mraouni | 174    |
| 6    | Valens Ndayisenga    | 159    |
| 7    | Louis Meintjes       | 132,25 |
| 8    | Luis León Sánchez    | 128    |
| 9    | Tarik Chaoufi        | 122    |
| 10   | Abdelatif Saadoune   | 109    |

| Rang | Ploegen                                  | Punten |
| ---- | ---------------------------------------- | ------ |
| 1    | MTN-Qhubeka                              | 402,33 |
| 2    | Groupement Sportif des Petrolier Algerie | 359,67 |
| 3    | Bike Aid-Ride for Help                   | 272    |
| 4    | Bridgestone Anchor Cycling Team          | 178    |
| 5    | OCBC Singapore Continental Cycling Team  | 173    |
| 6    | Wnaty-Groupe Gobert                      | 158    |
| 7    | Vélo Club Sovac                          | 143,67 |
| 8    | Caja Rural-Seguros RGA                   | 128    |
| 9    | Skydive Dubai Pro Cycling Team           | 118    |
| 10   | Team 21                                  | 117    |

| Rang | Land         | Punten |
| ---- | ------------ | ------ |
| 1    | Marokko      | 1113   |
| 2    | Eritrea      | 875,5  |
| 3    | Algerije     | 739,01 |
| 4    | Zuid-Afrika  | 465,5  |
| 5    | Tunesië      | 409    |
| 6    | Burkina Faso | 290    |
| 7    | Kameroen     | 262    |
| 8    | Tunesië      | 228    |
| 9    | Namibië      | 148,66 |
| 10   | Gabon        | 143    |

| Rang | Land        | Punten |
| ---- | ----------- | ------ |
| 1    | Eritrea     | 512,92 |
| 2    | Rwanda      | 279    |
| 3    | Marokko     | 227    |
| 4    | Zuid-Afrika | 215,92 |
| 5    | Algerije    | 168,67 |
| 6    | Namibië     | 108,33 |
| 7    | Gabon       | 67     |
| 8    | Tunesië     | 49     |
| 9    | Mauritius   | 18     |
| 10   | Egypte      | 17,01  |

 GP Chantal Biya ·  Ronde van Burkina Faso ·  Ronde van Rwanda ·  Afrikaans kampioenschap wielrennen op de weg ·  La Tropicale Amissa Bongo ·  GP Sakia El Hamra ·  GP Oued Eddahab ·  GP Al Massira ·  Criterium d'Alger ·  Ronde van Algerije ·  Ronde van Kameroen ·  GP d'Oran ·  Ronde van Blida ·  Ronde van Setif ·  Criterium van Setif ·  Ronde van Constantine ·  Circuit d'Alger ·  Criterium van Blida ·  Ronde van Marokko ·  Mzansi Tour ·  Trophée Princier ·  Trophée de l'Anniversaire ·  Trophée de la Maison Royale ·  Ronde van Ivoorkust
2005 · 
2006 · 
2007 · 
2008 · 
2009 · 
2010 · 
2011 · 
2012 · 
2013 ·
2014 · 
2015 ·
2016 ·
2017 ·
2018 ·
2019 ·
2020 ·
2021 ·
2022 ·
2023 ·
2024 ·
2025
Belangrijkste wedstrijden

Ronde van Burkina Faso · La Tropicale Amissa Bongo · Ronde van Kameroen · Ronde van Marokko · GP Chantal Biya · Ronde van Rwanda